# Ex’n’Pop

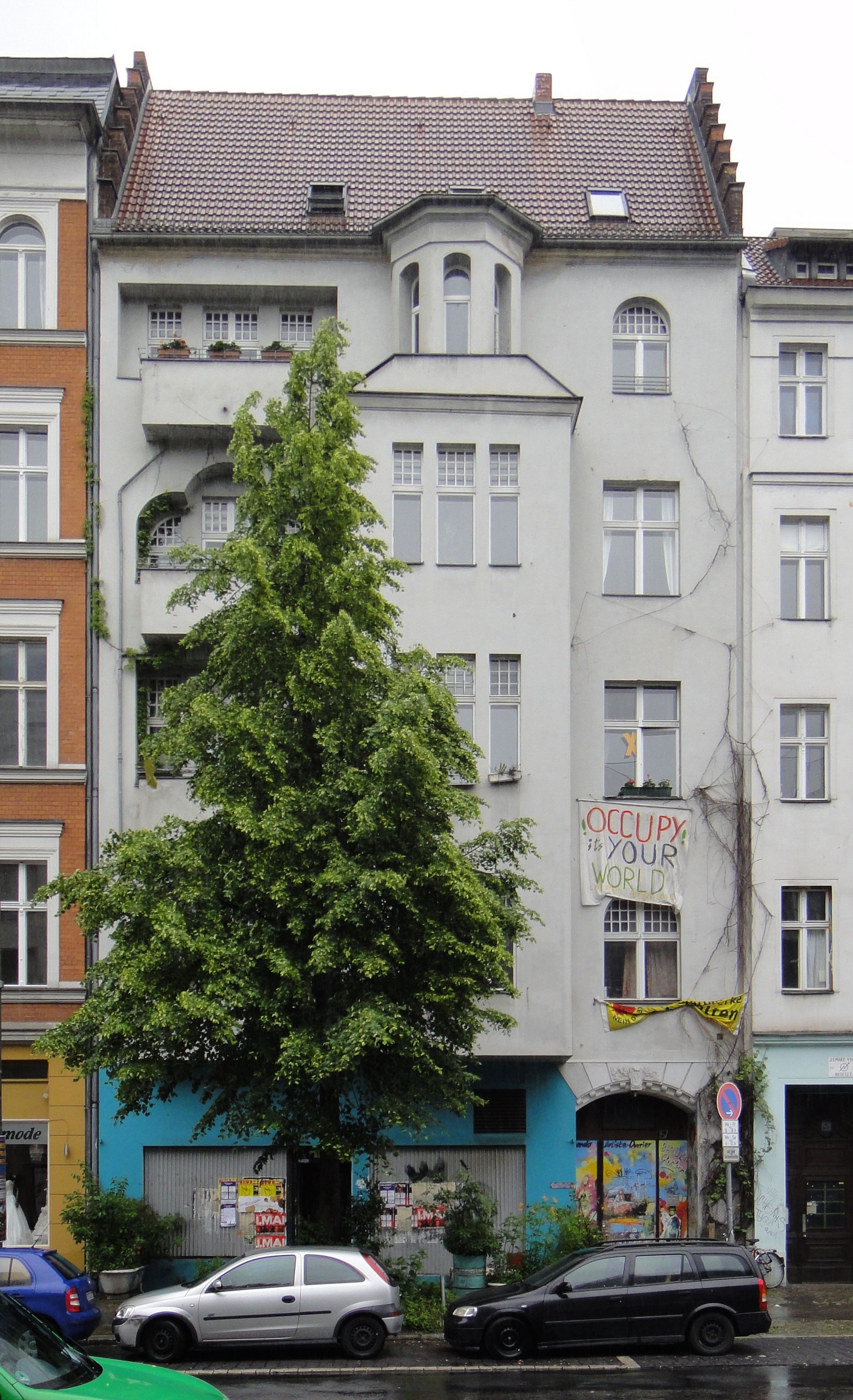
Potsdamer Straße 157, im Erdgeschoss das Ex’n’Pop

Das Ex’n’Pop war ein Club in Berlin. Der 1984 gegründete Club zog mehrfach innerhalb der Stadt um und befand sich zuletzt in der Potsdamer Straße in Berlin-Schöneberg. Bekannt wurde es vor allem als der Club, in dem die Einstürzenden Neubauten und Nick Cave Hof hielten. Hier fand der erste deutsche Poetry Slam unter diesem Namen statt und Ben Becker inszenierte im Ex’n’Pop sein Theaterstück Sid&Nancy. Betrieben wurde er seit 2001 von einem Verein.
Das Ex’n’Pop hatte neben der Kneipe auch eine Bühne, auf der diverse Konzerte und Events stattfanden, sowie einen kleinen Kinosaal. Zu den regelmäßigen Veranstaltungen, die im Ex’n’Pop stattfanden, zählten Lesungen, Konzerte, Filmvorführungen und die Deutsche Luftgitarrenmeisterschaft. Von außen war der Club kaum als solcher zu erkennen: Die Fenster waren vernagelt, es gab kein großes Schild, und um eingelassen zu werden, musste man klingeln. Bekannt war die Bar auch als Absacker-Bar, da die Bar normalerweise von 22 Uhr bis zum nächsten Morgen oder Mittag geöffnet hatte.

## Geschichte
Das Ex’n’Pop wurde 1984 in einem Haus in der Schwäbischen Straße in Berlin-Schöneberg gegründet, zog dann 1986 in ein Haus in der Mansteinstraße im selben Stadtteil gegenüber dem Leydicke. Nachdem nach einer Renovierung des Hauses der Mietvertrag nicht verlängert worden war, schloss das Ex’n’Pop zeitweise, bevor es 2001 an seinen letzten Standort zog. Das Haus in der Potsdamer Straße ist auch ein ehemals besetztes Haus. In den Räumlichkeiten des Ex’n’Pop befand sich vorher der Klub KOB.
Das Publikum wies relativ große Überschneidungen mit dem Publikum des Risikos auf. Das 1980er- und 1990er-Jahre-Publikum wanderte später in größeren Teilen in die Paris Bar ab. Relativ regelmäßig im Ex’n’Pop waren Blixa Bargeld und Nick Cave, die der Legende nach des Öfteren direkt von ihren Studioaufnahmen in den Hansa-Tonstudios kamen und neue Aufnahmen auf der Anlage des Ex’n’Pop anhörten. Bargeld hatte im Ex’n’Pop zeitweise seine Postadresse und stellte im Ex’n’Pop Fotos aus. Cave lernte hier Wim Wenders kennen und bekam dann eine Rolle im Film Der Himmel über Berlin. Bands, die am Anfang ihrer Karriere im Club spielten, waren beispielsweise Die Haut, Die Lassie Singers und die Lolitas von Françoise Cactus. Ebenso fanden mit die ersten House-Partys Berlins 1988 in dem Club statt.
Die Grenzen zwischen Publikum und Betreibern waren fließend. Geführt wurde das Ex’n’Pop den größten Teil seiner Zeit von einem Kollektiv, viele der Stammgäste begannen irgendwann, an der Theke auszuhelfen oder selber Veranstaltungen zu organisieren. Zu den Stammgästen zählte auch der Filmer Uli M Schueppel. Obwohl es oft so kolportiert wird, waren Iggy Pop und David Bowie allerdings nie im Ex’n’Pop. Hausband waren zeitweise die von Alexander Hacke gegründeten Jever Mountain Boys, bei denen unter anderem der Musiker und spätere Ex’n’Pop-Mitbesitzer Ed Csupkay mitspielte.
Im Ex’n’Pop fand 1993 der erste Poetry Slam Deutschlands unter diesem Namen statt. Veranstaltet wurde dies vom damaligen Ex’n’Pop-Wirt Wolf Hogekamp. Die Teilnehmer kamen fast ausschließlich aus den USA, da sie von dort das Format bereits kannten.
1995 inszenierte Ben Becker im Ex’n’Pop das Theaterstück Sid&Nancy mit seiner Schwester Meret Becker in der zweiten Hauptrolle. Proben und Bühnenbau fanden dabei parallel zum normalen Kneipenbetrieb des Clubs statt, so dass mittags erst alles aufgebaut und nachmittags dann wieder alles abgebaut werden musste.
Über das Stück und seine chaotische Entstehungsgeschichte existiert der Dokumentarfilm Sid&Nancy – Ex&Pop des Regisseurs Uli M Schueppel.
Das Ex’n’Pop stellte am 1. November 2016 nach 32 Jahren endgültig den Betrieb ein.

## Filme
- 1987: EX + POP (von Horst Markgraf)
- 1996: Sid&Nancy – Ex&Pop (von Uli M Schueppels)